# Rudolf Walden
Karl Rudolf Walden, född 1 december 1878 i Helsingfors, död 25 oktober 1946 i Sysmä, var en finländsk industriman och militär.

## Biografi
Walden blev major 3 februari 1918, överstelöjtnant 12 april 1918, överste 20 juni 1918, generalmajor 6 april 1919, generallöjtnant 9 april 1941 och slutligen general av infanteriet 3 juni 1942.
Fadern, Walfrid Walden, var häradshövding i Etseri. Modern Mathilda Kristina Ekman (född Sommelius) var från Sverige. Hans son var Juuso Walden. Walden fick sin militärutbildning vid Finska kadettkåren i Fredrikshamn 1892-1900. Han avskedades från krigsmakten på grund av uppbådsstrejken 1902. Efter det byggde Walden en pappersagentur i Sankt Petersburg i Ryssland.

## Militär gärning
I Finska inbördeskriget var Walden bl.a. chef för Vasa militärdistrikt 20 februari till 5 mars, Högkvarterets etappchef 5 mars till 6 maj och de erövrade områdenas skyddschef 6 till 22 maj. Han var krigsminister 28 november 1918 till 15 augusti 1919 samt överbefälhavare för armén och skyddskårerna 27 november till 30 december 1918.
Walden blev högkvarterets - dvs. Mannerheims - representant i Statsrådet under Vinterkriget 3 december 1939 till 27 mars 1940. Walden var försvarsminister 27 mars 1940 till 27 november 1944 och samtidigt en av krigstidens centrala påverkare, medlem av den sk. inre cirkeln. Uppehöll politiskt viktiga kontakter med Sverige och Förenta Staterna.
De sista krigsåren var speciellt tunga för Walden. Hans yngste son föll i Siiranmäki under en rysk artillerioffensiv. Walden deltog i alla de tre förhandlingar som det självständiga Finland förde om fredsvillkor med Ryssland: i Dorpat i Estland 1920 och i Moskva 1940 och 1944. Efter hårda fredsförhandlingar och oavbruten stress drabbades Walden av en hjärnblödning. Han blev förlamad och avled två år senare.

## Civil gärning
Walden omorganiserade finska pappersindustrin, konsoliderade och grundade skogsindustribolaget Yhtyneet Paperitehtaat Oy. Walden blev den förste presidenten i finska papperbruksförening Suomen paperitehtaiden yhdistys och försäljningsorganisation Finnpap.

## Familj
Rudolf Walden var far till Juuso Walden, som 1940 blev verkställande direktör i familjeföretaget Yhtyneet Paperitehtaat Oy.

## Utmärkelser och ledamotskap
- 1920-talet: Nordstjärneordens storkors
- 1928: Riddare av danska Dannebrogorden
- Svärdsorden
- 1944: Riddare av Mannerheimkorset